# Хауърд (окръг, Тексас)
Вижте пояснителната страница за други значения на Хауърд.
Окръг Хауърд (на английски: Howard County) е окръг в щата Тексас, Съединени американски щати. Площта му е 2341 km², а населението - 33 627 души (2000). Административен център е град Биг Спринг.